# TVR Jomar
La TVR Jomar est une voiture produite par TVR à la fin des années 1950. Son origine tient à une commande passée à TVR par un Américain du New Hampshire, Ray Saidel. Ce dernier demanda à Trevor Wilkinson de lui construire un châssis de voiture de sport motorisée par un Coventry Climax 4 cylindres et qui sera commercialisée aux États-Unis.

## Jomar Mk I
La TVR Jomar Mk I est le 3e modèle construit par TVR. Il s'agit ici d'une voiture de course, la Mk II sera produite en série.

## Jomar Mk II
La TVR Jomar Mk II est le 1er modèle commercialisé par TVR.
Wilkinson dessine en 1955, un châssis tubulaire autour d'une dorsale centrale qui facilitait l'abaissement des sièges conducteur et passager afin qu'ils ne soient qu'à six pouces du sol. La voiture est dotée d’une suspension à quatre roues indépendantes provenant de la Volkswagen Coccinelle, dont elle reprend le train avant à barres de torsion pour l’installer à l’avant et à l’arrière de la voiture. Les freins et les roues sont également empruntés à l’Allemande. Ancêtre de la TVR Grantura, ce coupé, qui reçoit sa carrosserie outre-Atlantique, est baptisé Jomar (d’après les prénoms des enfants de Saidel, JOhn et MARgaret).
C’est de ce châssis que dérivent en 1957 les premiers « Coupés » TVR (pré-Grantura), des voitures sportives construites à six exemplaires, dont trois roadsters. À la différence des Jomar, elles sont équipées de freins Girling et de roues Dunlop. Les moteurs sont des Coventry Climax accolés à une boîte de vitesses de MG A.
La Jomar était proposé avec un choix de trois moteurs : le 4 cylindres Coventry Climax de 1 098 cm3 de cylindrée, le Ford Kent 100E à soupape latérale (en option avec un compresseur Shorrock), ou le MGA 1 489 cm3. La Jomar pouvait également être commandée avec une carrosserie en fibre de verre ou en aluminium.